# Тодор Батков
Тодор Костадинов Батков е бивш сътрудник на Трето управление (военно контраразузнаване) на Държавна сигурност с агентурно име Тара, български адвокат и бизнесмен, известен предимно като най-дългогодишния собственик и управител на ПФК „Левски“ (София) от 2001 до 2015 г.
През периода 1984 – 1991 работи като организационен секретар на общинския съвет на район „Оборище“, София и съветник в Министерския съвет. Бил е секретар по идейно-възпитателната дейност в районния комитет на ДКМС – район „Левски“.
След 1991 г. е сътрудник и мениджър в адвокатска кантора „Батков, Стоев, Ботев и Ко.“; член на Международната адвокатска лига в Париж.
Член на надзорния съвет на Мобилтел. Председател на съвета на директорите на „Стандарт Нюз ООД“ – издател на вестник „Стандарт“.
През 2001 г. Тодор Батков става собственик на ПФК „Левски“ (София). Управлява клуба рекордните 14 години. Бил е адвокат на изгонения от България Майкъл Чорни, бившия собственик на футболния клуб.
На 30 март 2006 г. Батков предизвиква скандал по време на интервю след загубата на ФК Левски с 1 – 3 от германския футболен отбор Шалке 04. Той изрича думите: „Този британски хомосексуалист развали мача!“, визирайки съдията Майк Райли и червения картон, който той дава на Седрик Бардон, централен нападател на ПФК Левски (София).
На 17 октомври 2008 г. президентът Георги Първанов му връчва орден „Стара планина“ – първа степен.
Името на Батков се споменава в изтеклата чрез Уикилийкс кореспонденция на посолството на САЩ в България. Заедно с Васил Божков, Гриша Ганчев и братята Красимир и Николай Маринови – Маргините, Батков е даден като пример „за някои от най-известните връзки“ на българския футбол с организираната престъпност.